# Mareuil-Caubert
Pour les articles homonymes, voir Mareuil.
Pour les articles ayant des titres homophones, voir Caubère et Cauberg.
Mareuil-Caubert est une commune française située dans le département de la Somme, en région Hauts-de-France.
La commune fait partie depuis juillet 2020 du Parc naturel régional Baie de Somme - Picardie maritime et des villages labellisés Pays d'art et d'histoire qui œuvrent à mettre en avant leur patrimoine,.

## Géographie

### Localisation
Mareuil-Caubert est un village picard du Vimeu proche du Ponthieu.
Limitrophe d'Abbeville, la commune est située à 39 km au nord-ouest d'Amiens à vol d'oiseau. 
Le territoire de la commune est limitrophe de ceux de sept communes.
Les communes limitrophes sont  Abbeville, Bray-lès-Mareuil, Eaucourt-sur-Somme, Huchenneville, Moyenneville, Yonval et Épagne-Épagnette.

### Géologie et relief
Mareuil-Caubert se situe juste au sud d'Abbeville, sur la rive gauche de la Somme. Au nord de la commune, le mont Caubert est un vieil oppidum, qualifié de « camp de César », en surplomb de l'hippodrome d'Abbeville.

### Hydrographie
La commune est limitée au nord-est par le fleuve côtier la Somme, ainsi que par ses nombreux étangs et ses vastes zones humides.
En 2019, un conflit entre l'association Pêche à la ligne du Ponthieu (PLP) et la municipalité a abouti à l'interdiction de la pêche dans les étangs communaux, qui ont pu être rouvert en juillet 2020 après des travaux d'entretien et de remise en état,.
La commune a été lourdement frappée par la crue de la Somme de 2001.

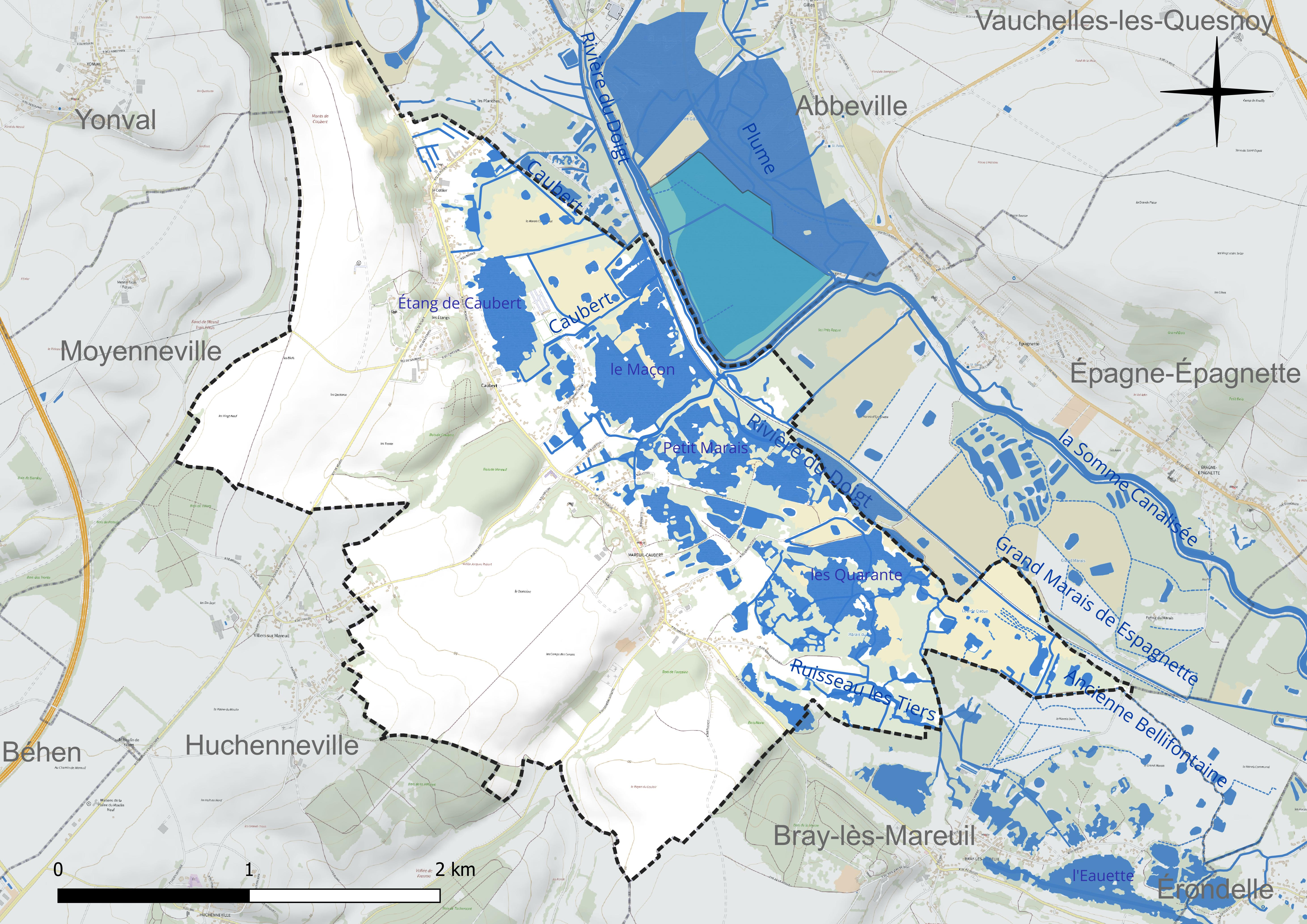
Réseau hydrographique de Mareuil-Caubert.

### Climat
Pour des articles plus généraux, voir Climat des Hauts-de-France et Climat de la Somme.
En 2010, le climat de la commune est de type climat océanique altéré, selon une étude du CNRS s'appuyant sur une série de données couvrant la période 1971-2000. En 2020, Météo-France publie une typologie des climats de la France métropolitaine dans laquelle la commune est exposée à un climat océanique et est dans la région climatique Côtes de la Manche orientale, caractérisée par un faible ensoleillement (1 550 h/an) ; forte humidité de l’air (plus de 20 h/jour avec humidité relative > 80 % en hiver), vents forts fréquents.
Pour la période 1971-2000, la température annuelle moyenne est de 10,7 °C, avec une amplitude thermique annuelle de 12,8 °C. Le cumul annuel moyen de précipitations est de 781 mm, avec 11,9 jours de précipitations en janvier et 7,9 jours en juillet. Pour la période 1991-2020, la température moyenne annuelle observée sur la station météorologique la plus proche, située sur la commune d'Abbeville à 4 km à vol d'oiseau, est de 11,0 °C et le cumul annuel moyen de précipitations est de 806,2 mm,. Pour l'avenir, les paramètres climatiques de la commune estimés pour 2050 selon différents scénarios d'émission de gaz à effet de serre sont consultables sur un site dédié publié par Météo-France en novembre 2022.
| Mois                                  | jan.             | fév.             | mars          | avril           | mai             | juin          | jui.           | août           | sep.           | oct.          | nov.            | déc.             | année      |
| ------------------------------------- | ---------------- | ---------------- | ------------- | --------------- | --------------- | ------------- | -------------- | -------------- | -------------- | ------------- | --------------- | ---------------- | ---------- |
| Température minimale moyenne (°C)     | 2,2              | 2,3              | 4             | 5,5             | 8,7             | 11,4          | 13,4           | 13,7           | 11,3           | 8,7           | 5,3             | 2,8              | 7,4        |
| Température moyenne (°C)              | 4,6              | 5                | 7,4           | 9,9             | 13              | 15,7          | 17,9           | 18,1           | 15,4           | 12            | 7,9             | 5,1              | 11         |
| Température maximale moyenne (°C)     | 7                | 7,7              | 10,9          | 14,3            | 17,3            | 20,1          | 22,4           | 22,6           | 19,6           | 15,3          | 10,5            | 7,4              | 14,6       |
| Record de froid (°C) date du record   | −17,4 17.01.1985 | −15,2 13.02.1929 | −9,8 04.03.05 | −3,6 11.04.03   | −1,6 02.05.1960 | 0 14.06.1933  | 1,3 29.07.1933 | 4,9 28.08.1979 | 1,3 23.09.1979 | −5 28.10.1931 | −8,2 23.11.1956 | −14,6 20.12.1938 | −17,4 1985 |
| Record de chaleur (°C) date du record | 17,2 10.01.1936  | 19,9 17.02.1950  | 25,2 31.03.21 | 29,3 16.04.1949 | 32,4 25.05.1953 | 35,2 18.06.22 | 41,3 25.07.19  | 37,3 10.08.03  | 33,1 10.09.23  | 27,8 01.10.11 | 21,8 03.11.1927 | 16,3 30.12.22    | 41,3 2019  |
| Précipitations (mm)                   | 64,1             | 53,4             | 52,8          | 50              | 60,4            | 63,3          | 62,1           | 80,6           | 66,6           | 77            | 84,2            | 91,7             | 806,2      |

## Urbanisme

### Typologie
Au 1er janvier 2024, Mareuil-Caubert est catégorisée commune rurale à habitat dispersé, selon la nouvelle grille communale de densité à sept niveaux définie par l'Insee en 2022.
Elle appartient à l'unité urbaine d'Abbeville, une agglomération intra-départementale regroupant cinq  communes, dont elle est une commune de la banlieue,,. Par ailleurs la commune fait partie de l'aire d'attraction d'Abbeville, dont elle est une commune de la couronne,. Cette aire, qui regroupe 73 communes, est catégorisée dans les aires de 50 000 à moins de 200 000 habitants,.

### Occupation des sols
L'occupation des sols de la commune, telle qu'elle ressort de la base de données européenne d’occupation biophysique des sols Corine Land Cover (CLC), est marquée par l'importance des territoires agricoles (53,4 % en 2018), en diminution par rapport à 1990 (56,5 %). La répartition détaillée en 2018 est la suivante : 
terres arables (37,4 %), forêts (17,6 %), eaux continentales (17,2 %), prairies (13 %), zones urbanisées (6,3 %), zones humides intérieures (5,5 %), zones agricoles hétérogènes (2,9 %). L'évolution de l’occupation des sols de la commune et de ses infrastructures peut être observée sur les différentes représentations cartographiques du territoire : la carte de Cassini (XVIIIe siècle), la carte d'état-major (1820-1866) et les cartes ou photos aériennes de l'IGN pour la période actuelle (1950 à aujourd'hui).

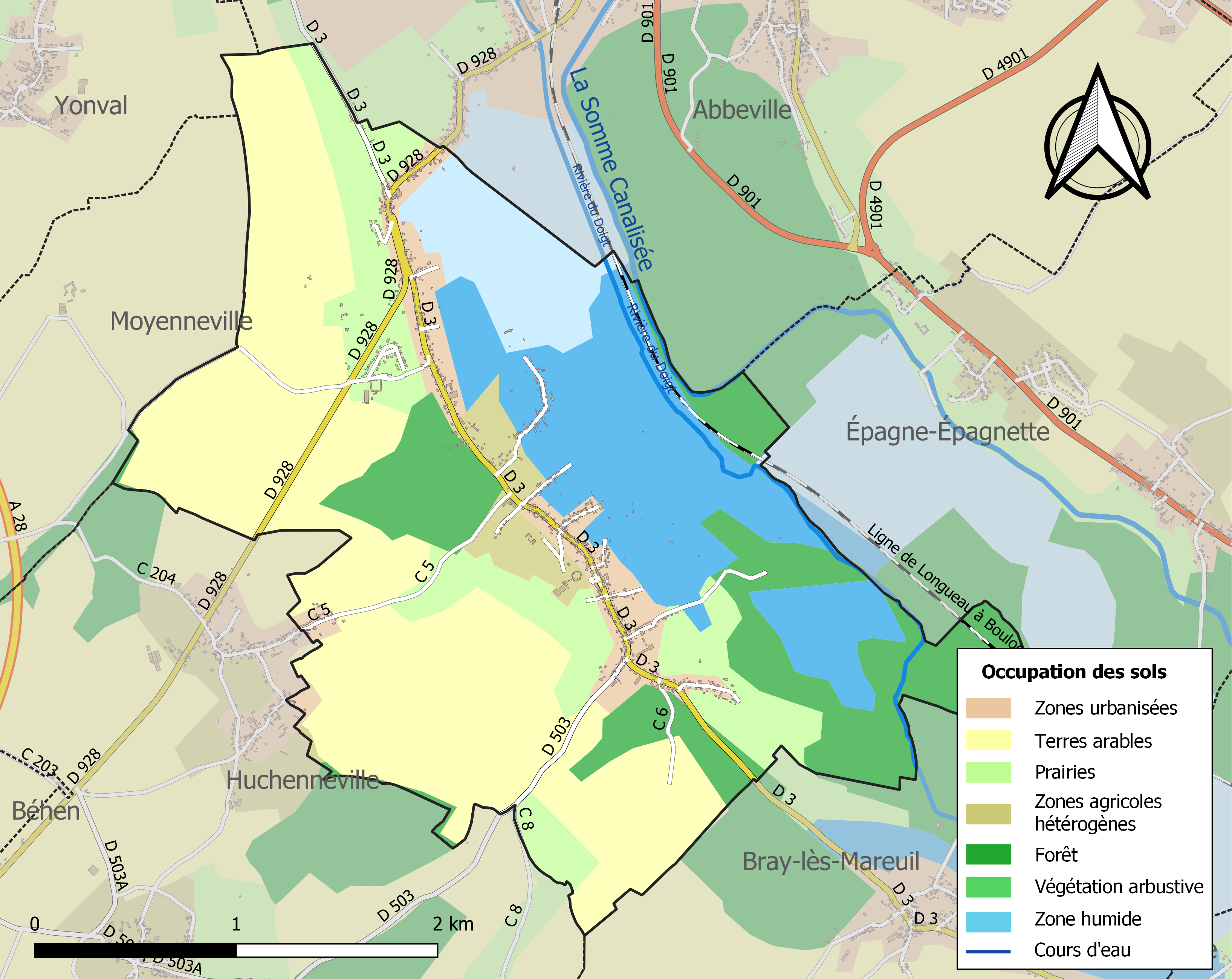
Carte des infrastructures et de l'occupation des sols de la commune en 2018 (CLC).

### Habitat et logement
En 2018, le nombre total de logements dans la commune était de 434, alors qu'il était de 432 en 2013 et de 408 en 2008.
Parmi ces logements, 83,3 % étaient des résidences principales, 7,8 % des résidences secondaires et 8,9 % des logements vacants. Ces logements étaient pour 97,7 % d'entre eux des maisons individuelles et pour 0,5 % des appartements.
Le tableau ci-dessous présente la typologie des logements à Mareuil-Caubert en 2018 en comparaison avec celle de la Somme et de la France entière. Une caractéristique marquante du parc de logements est ainsi une proportion de résidences secondaires et logements occasionnels (7,8 %) inférieure à celle du département (8,3 %) mais supérieure à celle de la France entière (9,7 %). Concernant le statut d'occupation de ces logements, 84,3 % des habitants de la commune sont propriétaires de leur logement (87 % en 2013), contre 60,3 % pour la Somme et 57,5 pour la France entière.
| Typologie                                               | Mareuil-Caubert | Somme | France entière |
| ------------------------------------------------------- | --------------- | ----- | -------------- |
| Résidences principales (en %)                           | 83,3            | 83,3  | 82,1           |
| Résidences secondaires et logements occasionnels (en %) | 7,8             | 8,3   | 9,7            |
| Logements vacants (en %)                                | 8,9             | 8,4   | 8,2            |

### Voies de communication et transports
La commune est desservie par l'ancienne Route nationale 28 (actuelle RD 928) et est aisément accessible depuis l'autoroute A28.

## Toponymie
Mareuil est attesté sous les formes Marolum en 1105 ; Mareul en 1129 ; Marilium en 1164 ; Marolium en 1164 ; Marœul en 1205 ; Marœil en 1300-23 ; Mareull en 1300 ; Moroel en 1283 ; Marueoil en 1306 ; Marueil en 1322 ; Mareul en 1345 ; Marueilg en 1345 ; Marueil prope Abbatis villam en 1463 ; Mareulx en 1507 ; Marœn en 1638 ; Mareuil en 1648 ; Maneu en 1657 ; Marcon en 1690 ; Mareille en 1696 ; Marœuil en 1753 ; Mareuil-Caubert en 1840.

Le nom Mareuil est de formation gauloise, le radical celtique ialo signifiant endroit, espace ou encore clairière. La forme 
Le préfixe « mar » viendrait  du substantif gaulois morum signifiant marais, Mareuil signifierait dans ce cas « clairière au milieu des marais ».
Caubert est attesté sous les formes Calbertum en 1100 ; Caubertum en 1121 ; Caubercum en 1164 ; Caubert en 1184 ; Cauberc en 1202 ; Cauberch en 1283 ; Cobert en 1424 ; Cauberg en 1579 ; Cauberq en 1592 ; Cauber en 1634 ; Camber en 1638 ; Caubercq en 1648 ; Cauter en 1657 ; Cuber en 1710 ; Caubert-sur-les-Monts en 1826-29.

Caubert serait un terme de formation d'époque féodale.

## Histoire

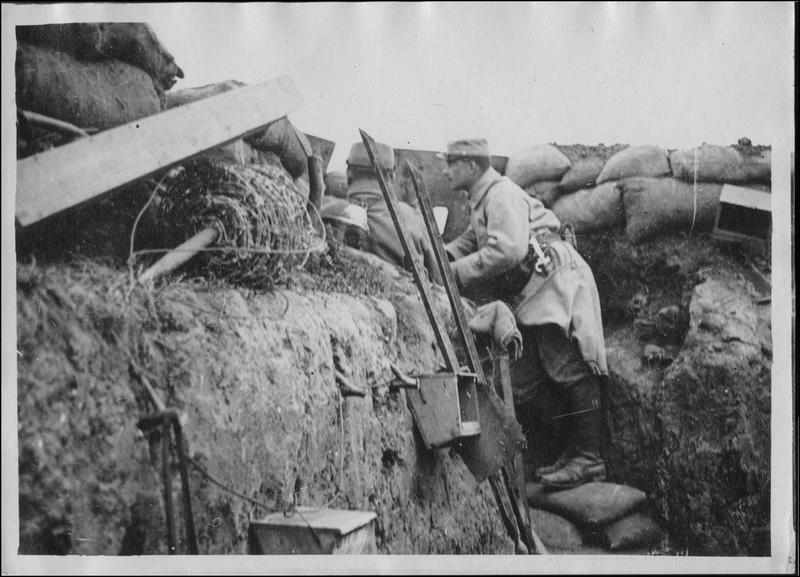
Poste d'observation français en première ligne durant la Première Guerre mondiale(1915).

La présence d'un oppidum aux monts de Caubert montre que le site de Mareuil-Caubert était occupé par l'homme depuis au moins l'âge du fer.
L'oppidum fut occupé également au Moyen Âge puisque les troupes du roi d'Angleterre Édouard III y séjournèrent en 1346, quelques jours avant la Bataille de Crécy.
La commune résulte de la fusion en 1826 entre Mareuil, au pied du coteau au sud, et Caubert, petit village de haut de coteau au nord
Il a également été un des théâtres d'opération lors de la Bataille d'Abbeville de 1940.
En 2001, des inondations particulièrement graves perturbent la vie locale pendant plusieurs mois. Une remise en cause de la gestion des eaux conduit à d'importants travaux.

## Politique et administration

### Rattachements administratifs et électoraux

#### Rattachements administratifs
La commune se trouve dans l'arrondissement d'Abbeville du département de la Somme.
Elle faisait partie depuis 1801 du canton d'Abbeville-Sud. Dans le cadre du redécoupage cantonal de 2014 en France, cette circonscription administrative territoriale a disparu, et le canton n'est plus qu'une circonscription électorale.

#### Rattachements électoraux
Pour les élections départementales, la commune fait partie depuis 2014 du canton d'Abbeville-2
Pour l'élection des députés, elle fait partie de la première circonscription de la Somme.

### Intercommunalité
Mareuil-Caubert était membre de la communauté de communes de l'Abbevillois, un établissement public de coopération intercommunale (EPCI) à fiscalité propre créé en 1994 et auquel la commune avait transféré un certain nombre de ses compétences, dans les conditions déterminées par le code général des collectivités territoriales.
Dans le cadre des dispositions de la loi portant nouvelle organisation territoriale de la République du 7 août 2015, qui prévoit que les établissements publics de coopération intercommunale (EPCI) à fiscalité propre doivent avoir un minimum de 15 000 habitants, cette intercommunalité a fusionné avec ses voisines pour former, le 1er janvier 2017, la communauté d'agglomération de la Baie de Somme dont est désormais membre la commune.

### Liste des maires
| Période                                  | Période                         | Identité                  | Étiquette | Qualité |
| ---------------------------------------- | ------------------------------- | ------------------------- | --------- | --- |
| Les données manquantes sont à compléter. |                                 |                           |           | |
|                                          | octobre 1939                    | ?                         | PCF       | Conseil municipal supsendu par le Gouvernement Édouard Daladier (5) à la suite de la signature du Pacte germano-soviétique |
| octobre 1939                             |                                 | Maurice Yvetot            |           | Président de la délégation spéciale préfectorale                                                                           |
| Les données manquantes sont à compléter. |                                 |                           |           | |
| 1963                                     |                                 | Joseph Louis Marie Bioche |           | |
| Les données manquantes sont à compléter. |                                 |                           |           | |
| 1968                                     | 2008                            | Guy Dovergne,             | PS        | Instituteur Conseiller général d'Abbeville-Sud (1988 → 2001)                                                               |
| mars 2008                                | avril 2014                      | Daniel Carpentier         |           | |
| avril 2014                               | mai 2020                        | Philippe Descamps         |           | Agriculteur |
| mai 2020                                 | En cours (au 14 septembre 2021) | Jean-Michel Menourie      |           | Agent communal retraité |

### Distinctions et labels
En novembre 2019, le village obtient les félicitations du jury pour sa première participation au concours des villes et villages fleuris.

## Équipements et services publics

### Enseignement
L'école primaire locale (élémentaire et maternelle) compte 117 élèves à la rentrée scolaire 2017.

## Population et société

### Démographie
L'évolution du nombre d'habitants est connue à travers les recensements de la population effectués dans la commune depuis 1793. Pour les communes de moins de 10 000 habitants, une enquête de recensement portant sur toute la population est réalisée tous les cinq ans, les populations de référence des années intermédiaires étant quant à elles estimées par interpolation ou extrapolation. Pour la commune, le premier recensement exhaustif entrant dans le cadre du nouveau dispositif a été réalisé en 2004.

En 2022, la commune comptait 828 habitants, en évolution de +0,98 % par rapport à 2016 (Somme : −1,26 %, France hors Mayotte : +2,11 %).
| 1793 | 1800 | 1806 | 1821 | 1831 | 1836 | 1841 | 1846 | 1851  |
| ---- | ---- | ---- | ---- | ---- | ---- | ---- | ---- | ----- |
| 826  | 479  | 446  | 509  | 854  | 772  | 813  | 960  | 1 022 |

| 1856  | 1861  | 1866  | 1872 | 1876 | 1881 | 1886 | 1891 | 1896 |
| ----- | ----- | ----- | ---- | ---- | ---- | ---- | ---- | ---- |
| 1 031 | 1 036 | 1 069 | 995  | 982  | 971  | 925  | 869  | 831  |

| 1901 | 1906 | 1911 | 1921 | 1926 | 1931 | 1936 | 1946 | 1954 |
| ---- | ---- | ---- | ---- | ---- | ---- | ---- | ---- | ---- |
| 783  | 821  | 798  | 732  | 753  | 747  | 719  | 734  | 803  |

| 1962 | 1968 | 1975 | 1982 | 1990 | 1999 | 2004 | 2006 | 2009 |
| ---- | ---- | ---- | ---- | ---- | ---- | ---- | ---- | ---- |
| 853  | 862  | 922  | 923  | 900  | 890  | 908  | 922  | 895  |

| 2014 | 2019 | 2022 | - | - | - | - | - | - |
| ---- | ---- | ---- | - | - | - | - | - | - |
| 841  | 836  | 828  | - | - | - | - | - | - |

La population comptée à part correspond au rattachement administratif de gens du voyage.

### Sport
Le FC Mareuil-Caubert est le club de football de la commune. Il évolue actuellement en Départemental 2 du district de la Somme. Le club a évolué alternativement en Promotion d'Interdistrict de la Ligue de Picardie entre les années 1980 et les années 2000. Le FCMC évolue au stade Robert-Dubos, situé rue du Marais Talsac, dans le centre de Mareuil et au cœur des étangs.

## Culture locale et patrimoine

### Lieux et monuments
- Oppidum des monts Caubert : un vaste oppidum a été relevé aux monts Caubert[34].

Le vaste camp romain localisé sur les monts de Caubert est placé à la pointe d'un angle que forment deux vallées entre elles. Venant de Rouvroy, on y accédait autrefois par une ancienne porte dite « porte de Rome ». À proximité, se trouvait un « pont de Rome ».
- Château du XIIIe siècle avec souterrain à 18 mètres de profondeur[36].
- Église Saint-Christophe de Mareuil, construite aux XIIe et XVIe siècles, c'est l'une des seules églises romanes de l'arrondissement d'Abbeville. Cet édifice était jadis une église priorale dépendant de l'abbaye bénédictine de Breteuil (Oise).

Le portail du XIIe siècle, protégé par un auvent en charpente du XVIe siècle, présente un tympan montrant le Christ au milieu du Tétramorphe (représentation symbolique des quatre Évangélistes).
- Église Saint-Jean de Caubert, résolument moderne, son clocher est séparé de l'église et laisse entrevoir la cloche.
- Chapelle Sainte-Marguerite de Caubert, fondée par les seigneurs de Mareuil, elle était rattachée à l'hôtel-dieu de Rue en 1696. 
Elle remonte au premier quart du XIIe siècle. Remaniée au XVIe siècle pour l'agrandissement des fenêtres, ses proportions sont excellentes. Elle renferme une statue en bois du XVIe siècle représentant sainte Marguerite terrassant le démon, représenté par un dragon[37].

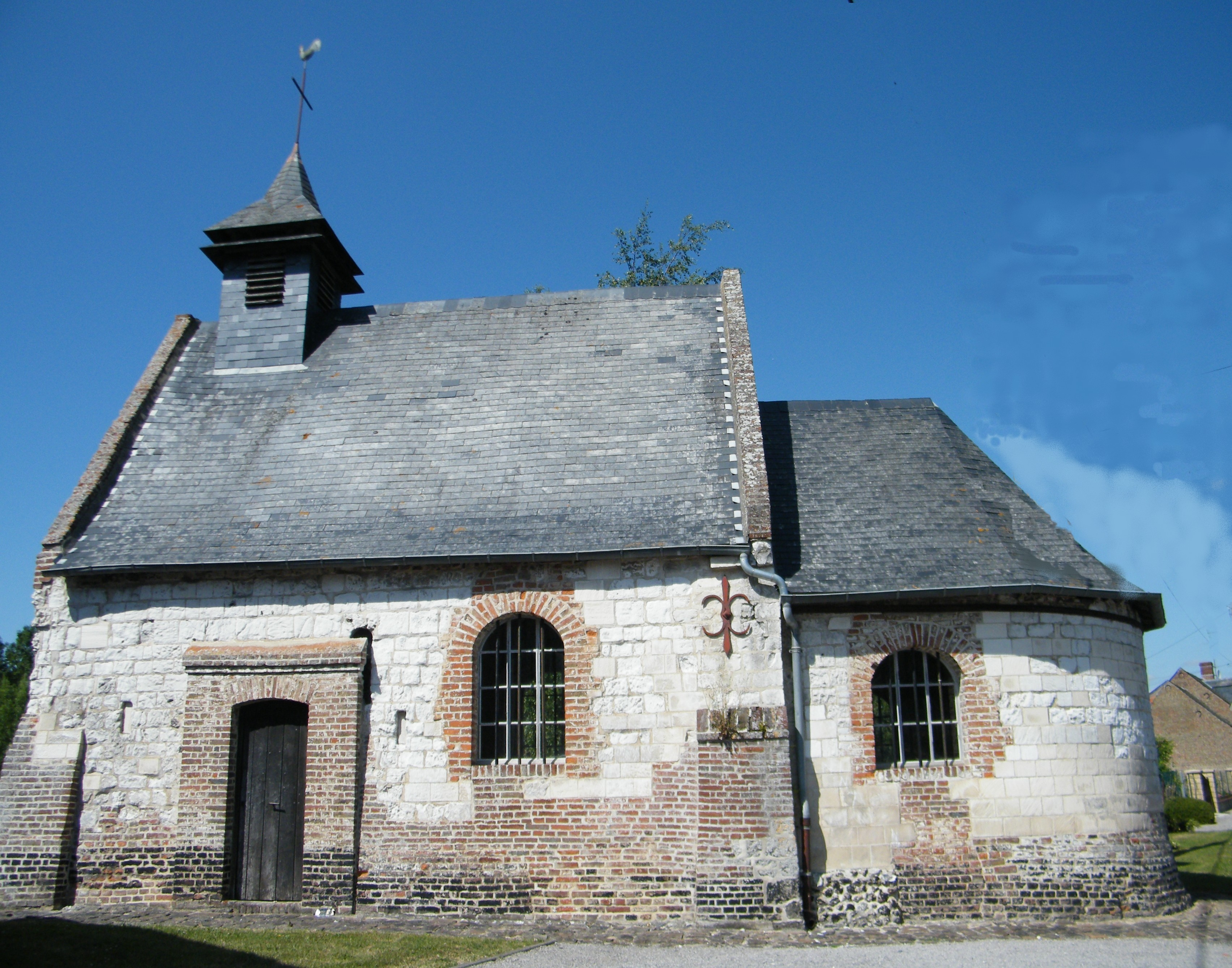
Chapelle Sainte-Marguerite de Caubert.
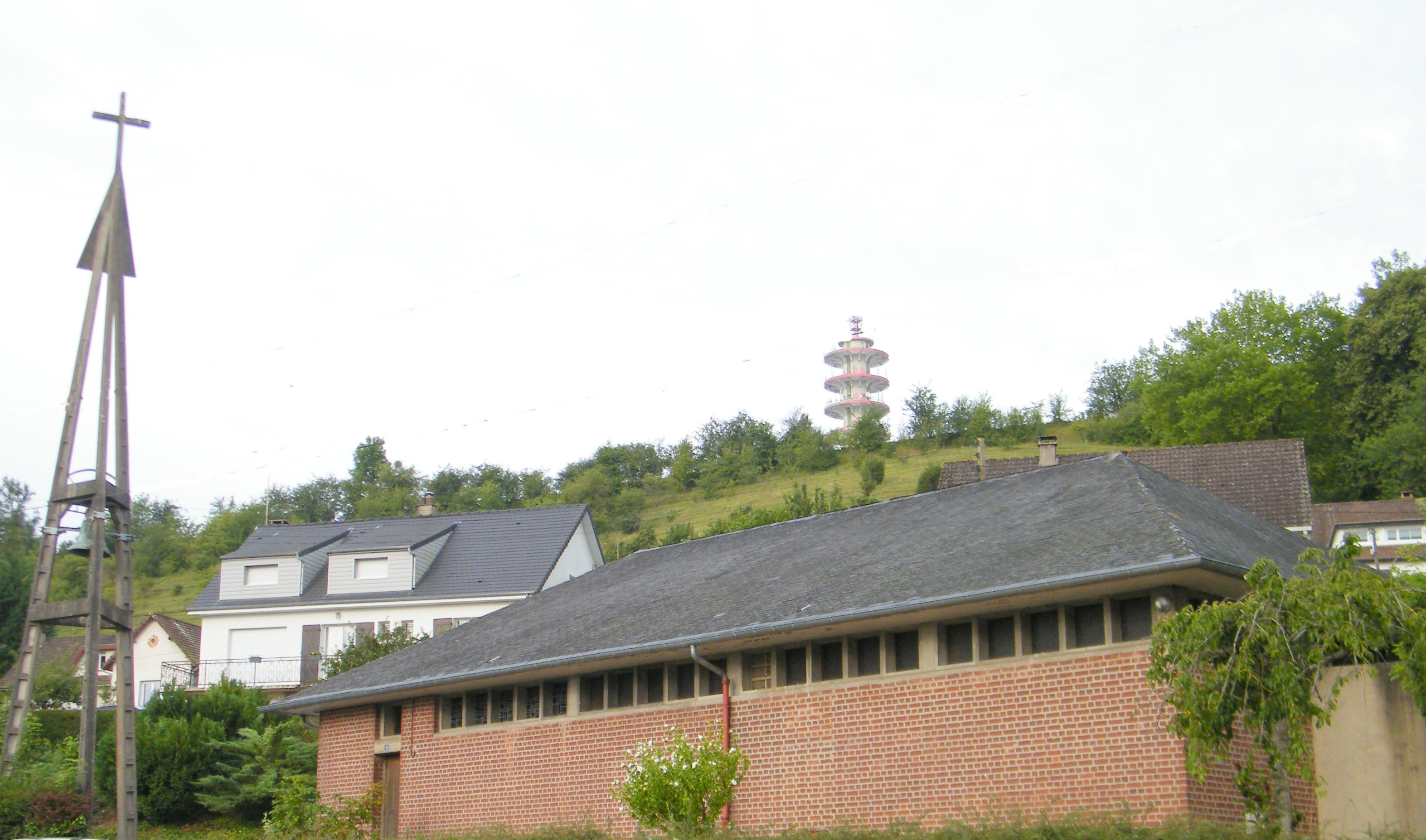
Eglise Saint-Jean de Caubert.
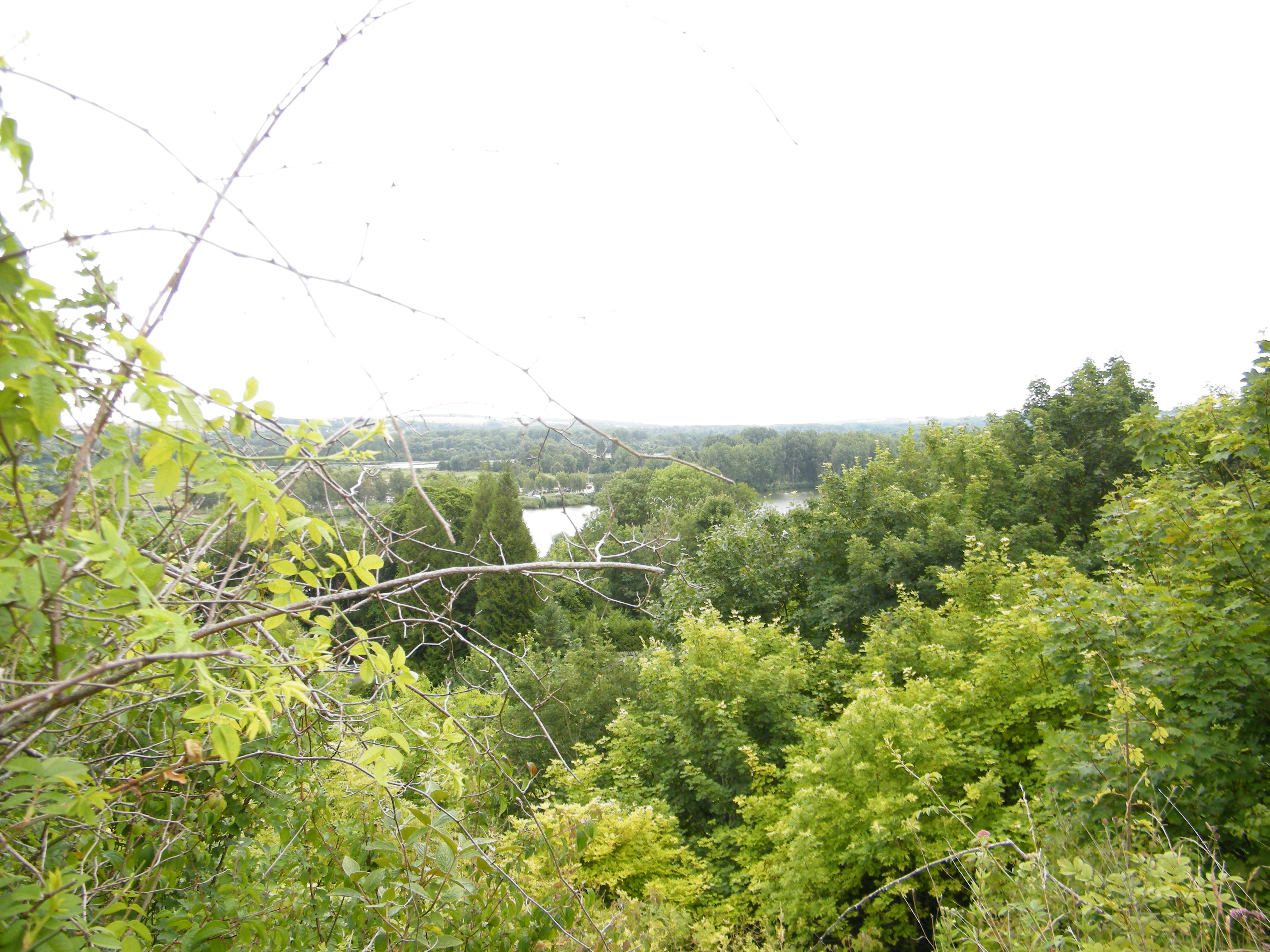
Vue des étangs depuis les monts Caubert.
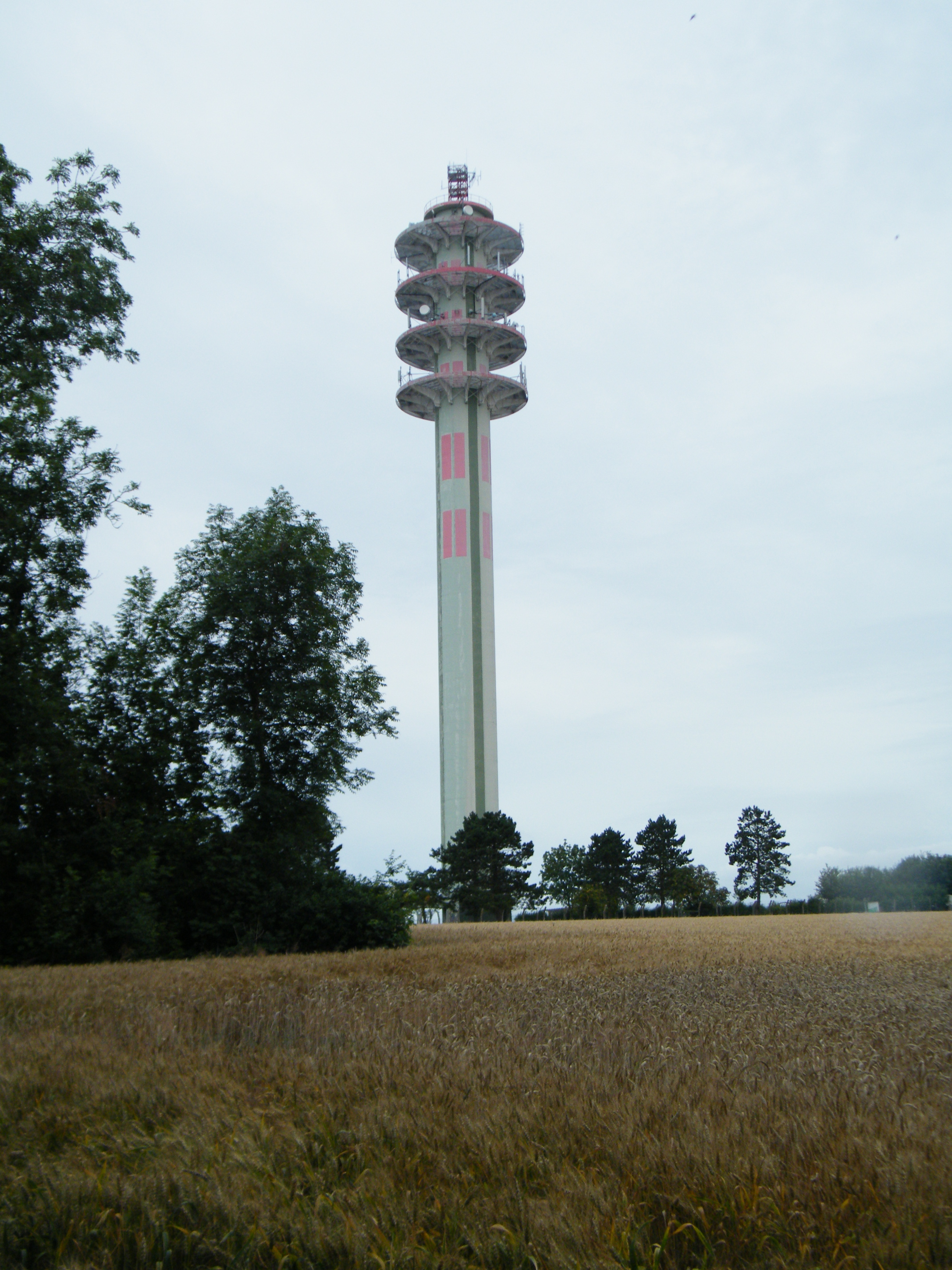
Tour hertzienne du mont de Caubert

- Monument aux morts : dressé en contrebas de l'église, il est de facture sobre et moderne.
- Grande croix commémorative de la Première Guerre mondiale et casque Adrian, sur la butte du Mont Caubert[38].

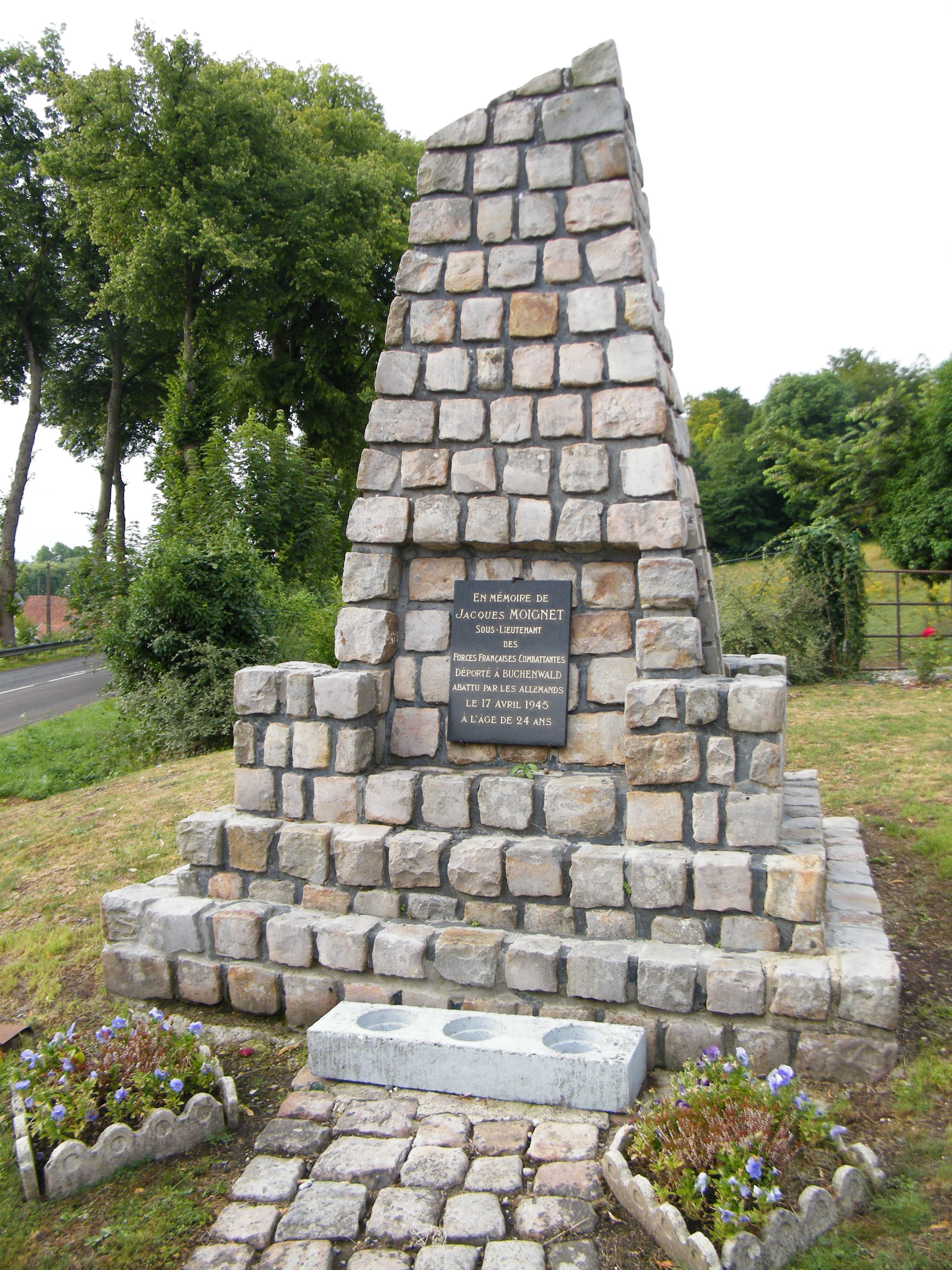
Monument à Jacques Moignet.

- Monument à Jacques Moignet : ce résistant, déporté à Buchenwald, a été abattu par les Allemands en 1945.
- Cimetière militaire de Mareuil-Caubert, où reposent des soldats français du 22e régiment d’infanterie coloniale aux côtés de soldats britanniques de la 51e infanterie écossaise[39]
- Mairie-école, qui a la particularité de présenter en façade la mention des mots Classe, Instituteur, Mairie.
- Croix de Malte : en pierre, seul souvenir d'une maladrerie. Une branche est cassée par un obus pendant la Deuxième Guerre mondiale. Prendre la route à droite de l'église jusqu'à la sortie du village ; à une fourche, prendre à gauche[40].

### Patrimoine «naturel»

#### L'étang Le Maçon
Cette ancienne tourbière d'intérêt européen peut faire l'objet d'une découverte au cours d'une randonnée de 4 km. La Fritillaire pintade, la Gesse des marais, l'Orchis négligé, le Blongios nain et le Criquet ensanglanté font partie des raretés qui peuvent encore s'y rencontrer.
En Picardie, seuls les marais d'Épagne-Épagnette, Mareuil-Caubert, Abbeville et Eaucourt-sur-Somme hébergent encore la Fritillaire pintade, dite « tulipe des marais », espèce menacée, inscrite sur la liste des espèces protégées depuis 1989.

### Personnalités liées à la commune
- Le roi Louis XI (1423-1483) ordonne la création de l'université de Bourges, à « (Datum in opido de) Marueil, prope Abbatisvillam (Abbeville) », en décembre 1463 (vraisemblablement le 31 décembre 1463)[44]. Il y séjourna jusqu'au dimanche 8 janvier 1464[45].
- Didier Thueux (né en 1966), coureur cycliste français, champion de France 1984 de cyclo-cross junior et deuxième d'une étape du Tour d'Italie 1991, est né à Mareuil-Caubert.

### Héraldique
| Blason de Mareuil-Caubert | Blason  | D'or à la croix d'azur.                          |
| Blason de Mareuil-Caubert | Détails | Le statut officiel du blason reste à déterminer. |